# 新善光寺城
新善光寺城（しんぜんこうじじょう）は、福井県越前市京町にあった南北朝時代の日本の城。現在は浄土宗寺院の正覚寺となっている。越前市指定史跡。

## 概要
越前市中心部に近い京町2丁目に位置し、越前市内を南北に流れる日野川左岸（西岸）の沖積平野に造られた平城である。古代からの越前国府推定地（国府遺跡、越前府中城跡がある）の西端部にあたる。
築城年は定かでないが、軍記物『太平記』では、北朝方の越前国守護として越前国府に入った斯波高経が有事の拠点とし、新田義貞・脇屋義助ら南朝方との越前をめぐる争乱が始まった延元元年/建武3年（1336年）頃から登場する。

## 新善光寺城をめぐる戦い
『太平記』によると、延元元年/建武3年（1336年）、南朝方に与した杣山城主瓜生保が当城を攻撃し一時落城するが、金ヶ崎城で北朝方に包囲された新田義貞を救援しに向かおうとした瓜生が今川頼貞らに討たれたため、すぐに北朝方に奪還される。
金ヶ崎城を落とされ瓜生氏の杣山城・杣山館に逃れた義貞らだったが、そこで勢力を回復し、延元3年/建武5年（1338年）2月に脇屋義助を主将として斯波高経の守る越前国府を攻撃する（日野川の戦い）。斯波勢と新田勢は日野川を挟んで東西に陣取り戦闘を繰り広げたが、平泉寺（勝山市）の衆徒らが新田勢に加勢し戦場の南（越前市帆山町付近）を迂回して川を渡り国府側に侵入、府中に火をかけた。
敵に背後を取られた形の斯波高経らは、新善光寺城を奪われまいと慌てて軍を反転したが、防衛のために自ら設置した逆茂木や木戸に阻まれて城内に戻れず、やむなく城を放棄して西方に敗走した。これにより親善光寺城は焼失し、越前国府は新田義貞・脇屋義助らが占領した。
この後の戦況は、斯波高経が北方の足羽川・九頭竜川流域（福井市内）まで逃れて大小黒丸城に拠ったことで、黒丸城・足羽七城をめぐる争奪戦へと移行していくこととなった。
貞治5年（1366年）、一連の争乱による戦死者を弔うため、城跡に如道の長男・良如（江戸時代の良如とは別人）が正覚寺を開いた。わずかに土塁が残っている。なお、現在の正覚寺の山門は、江戸時代後期に造られた越前府中城の旧表門（市の有形文化財）で、明治時代に移築されたものである。